# 도촉
도촉(屠蜀)이란 명말청초 시대에 장헌충, 청군, 남명군이 연거푸 싸워서 사천성의 인구가 격감한 현상을 말한다. 남명의 병부직방시랑 구양직은 『구양씨유서』에서 “천하가 난리나기 전에 촉은 이미 난리였고, 천하가 안정된 뒤에도 촉은 안정되지 못했다”고 적었다. 청초에 사천 사람 장랑이 쓴 『신여록』(燼餘錄)에 따르면, 죽은 사천 사람들 중 3할이 헌적(장헌충)에게 죽었고, 2할이 요황의 노략자들에게 죽었고, 2할이 난리통에 상잔해 죽었고, 2할이 굶어 죽었고, 1할이 병으로 죽었다고 했다.
통계적으로 숭정 초기부터 사천성 전체가 끝없는 전란에 휩싸여 685만 명이 사망하고 살아남은 자는 50만 명에 불과한 것으로 집계된다. 나중에 청조는 호광인들을 사천에 사민(호광전사천湖廣填四川)하여 사천성의 인구부족을 해결해야 했다.